# Макушок, Маркел Емельянович
Маркел Емельянович Макушок (14 января 1881, Верхнячка Правобережная Украина — 31 января 1952, Минск БССР СССР) — советский зоолог, академик АН БССР (1950-51).

## Биография
Родился Маркел Макушок 14 января 1881 года в селе Верхнячка Правобережной Украины (ныне — Черкасская область, Украина). В 1911 году окончил Императорский университет Святого Владимира в Киеве (ныне — Киевский национальный университет имени Тараса Шевченко). Ученик А. Н. Северцова. Вскоре после окончания императорского университета переезжает в Москву, где устраивается на работу в институт сравнительной анатомии при МГУ, где работает с 1911 по 1927 год, при этом с 1918 года он становится профессором ихтиологии). В 1927 году он переезжает в Казань, где с 1927 по 1931 год заведовал кафедрой зоологии позвоночных Казанского университета. В 1931 году Маркел Емельянович переезжает в Мурманск, где с 1931 по 1937 год работал в Мурманском научно-исследовательском институте рыбного хозяйства и океанографии. В 1937 году переезжает в Минск, где проходят его последние годы жизни. С 1937 по 1952 год заведовал кафедрой зоологии позвоночных и ихтиологии БГУ.
Скончался Маркел Макушок 31 января 1952 года в Минске.
Сын: Виктор Маркелович Макушок (1924—1993) — биолог, кандидат биологических наук, сотрудник Лаборатории нектона Института океанологии АН СССР (1959—1984).

## Научные работы
Основные научные работы посвящены ихтиологии и сравнительной анатомии.

## Избранные научные труды
- 1917 — О вариациях в позвоночном столбе бесхвостых амфибий.
- 1926 — Наши рыбные богатства.
- 1933 — Траловый лов.

## Награды и премии
- 1944 — Заслуженный деятель науки БССР; Орден Трудового Красного Знамени.
- 1949 — Орден Трудового Красного Знамени.